# Kasberget (Geta, Åland)
Kasberget är en kulle i Åland (Finland). Den ligger i den nordvästra delen av landskapet, 30 km norr om huvudstaden Mariehamn. Toppen på Kasberget är 99 meter över havet, eller 87 meter över den omgivande terrängen. Bredden vid basen är 8,9 km. Kasberget ligger på ön Fasta Åland. Den ingår i Getabergen.
Terrängen runt Kasberget är platt. Havet är nära Kasberget åt nordväst. Trakten är glest befolkad. Närmaste större samhälle är Finström, 14,0 km söder om Kasberget. 